# Тета Волка
Тета Волка (лат. θ Lupi), HD 144294 — двойная звезда в созвездии Волка на расстоянии приблизительно 399 световых лет (около 122 парсеков) от Солнца. Видимая звёздная величина звезды — +4,201m. Возраст звезды определён как около 30 млн лет.

## Характеристики
Первый компонент — бело-голубая звезда спектрального класса B2,5Vn или B3. Масса — около 4,996 солнечных, радиус — около 4,529 солнечных, светимость — около 1276,4 солнечных. Эффективная температура — около 17701 K.
Второй компонент — красный карлик спектрального класса M. Масса — около 263,71 юпитерианских (0,2517 солнечной). Удалён на 2,557 а.е..